# Strikes Back
Strikes Back (Contraataca) es el décimo y último álbum de estudio de Héctor Lavoe en su carrera como solista. Fue grabado en marzo de 1986 y lanzado en el 1 de diciembre de 1987 por el sello Fania Records; el productor de este trabajo musical fue Willie Colón. De aquí destacan temas como «Ponce», «Loco», «Escarcha», pero fue «Plato de segunda mesa» el que lo devolvió a las emisoras radiales a finales de 1986. Este álbum fue reconocido con una nominación a los Premios Grammy en el año 1988.

## Historia

### Origen del disco
En marzo de 1986, luego del éxito y la acogida recibida de sus conciertos en los carnavales de Panamá; Willie Colón y Héctor Lavoe se reúnen para la producción de dos discos que significarían presentaciones para los 90. 

### Grabación
La orquesta se encargó de tocar dieciséis temas, de los cuales ocho fueron seleccionados por Héctor, Willie y el presidente de la Fania, Jerry Masucci, para la producción de este álbum. Los arreglos fueron realizados por Marty Sheller, Louie Cruz, Javier Vázquez, Louie Ramírez e Isidro Infante.

### Lanzamiento
Para inicios del 87, sale al mercado Strikes Back y fue nominado para los Premios Grammy de 1988 en la categoría mejor interpretación latina tropical. Actualmente conocida como mejor álbum latino tropical tradicional. El tema «Plato de segunda mesa» se convirtió en un éxito musical muy pedido en las radios.  

## Lista de canciones
| N.º | Título                                                          | Compositor(es)                         | Duración |  |
| 1.  | «Loco» (Arreglos musicales por: Marty Sheller)                  | Tommy Sánchez                          | 5:23     |  |
| 2.  | «Ponce» (Arreglos musicales por: Louie Cruz)                    | Tommy Sánchez                          | 6:14     |  |
| 3.  | «Taxi» (Arreglos musicales por: Javier Vásquez)                 | Public Domain                          | 3:45     |  |
| 4.  | «Cómo no voy a llorar» (Arreglos musicales por: Louie Cruz)     | Ricardo Nuñez                          | 6:36     |  |
| 5.  | «Ella mintió» (Arreglos musicales por: Louie Ramírez)           | D. Verdaguer / A. Miguel / G. Carballo | 4:45     |  |
| 6.  | «En el fiando» (Arreglos musicales por: Isidro Infante)         | Johnny Ortiz                           | 5:22     |  |
| 7.  | «Escarcha» (Arreglos musicales por: Marty Sheller)              | Johnny Ortiz                           | 6:36     |  |
| 8.  | «Plato de segunda mesa» (Arreglos musicales por: Marty Sheller) | C. Curet Alonso                        | 4:35     |  |

## Ranking Billboard
| U.S. Billboard Albums |                                   |          |
| Año                   | Chart (Lista de éxitos musicales) | Posición |
| 1987                  | U.S. Billboard Tropical/Salsa     | 11       |

## Personal

### Músicos
- Voz: Héctor Lavoe
- Coros: Willie Colón, Justo Betancourt, Tito Allen y Milton Cardona.
- Trombones: Leopoldo Pineda y Lewis Khan.
- Piano: José A. Ortiz
- Bajo: Oscar Cartaya
- Bongo: Raymond Colón
- Congas: Bobby Allende
- Timbales y percusión: Marc Quiñones

### Créditos
- Productor: Willie Colón
- Asistente de producción: Marc Quiñónez, Arturo Ortiz y Oscar Cartaya.
- Ingeniero de sonido: Irv Greenbaum